# Donji Martinići
Donji Martinići (cyr. Доњи Мартинићи) – wieś w Czarnogórze, w gminie Danilovgrad. W 2011 roku liczyła 390 mieszkańców.